# Парецаг
Парецаг (на словенски: Parecag; на италиански: Parezzago) е село в Словения, Обално-крашки регион, община Пиран. Според Националната статистическа служба на Република Словения през 2015 г. селото има 1008 жители.